# Kyo Mali Jung
Kyo Mali Jung (* in Berlin) ist eine deutsche Journalistin, die als Autorin, Redakteurin und Formatentwicklerin arbeitet.
Jung ist in Berlin geboren, in Caracas und Madrid aufgewachsen und hat an der Filmakademie Wien Regie studiert. Sie hat die funk-Formate Jäger & Sammler und Der Fall entwickelt und redaktionell betreut. Seit November 2021 betreut sie den YouTube-Kanal des ZDF-Magazins frontal als Head of Content.

## Preise und Auszeichnungen
- 2017 New York Festival Preis für die Dokumentation Generation Dschihad – Deutsche Jugendliche und der Terror („ZDFzoom“)[3]
- 2018 CIVIS Online Medienpreis für das Webvideo Neue Rechte Welle (Jäger & Sammler – funk/ZDF)[4]
- 2019 CIVIS Online Medienpreis für das Webvideo Stadt. Land. Heimat. (Jäger & Sammler – funk/ZDF)[5]